# Tarbes
Tarbes là tỉnh lỵ của tỉnh Hautes-Pyrénées, thuộc vùng hành chính Occitanie của nước Pháp, có dân số là 46.275 người (thời điểm 1999).

## Các thành phố kết nghĩa
- Altenkirchen (Đức)

## Những người con của thành phố
- Pierre Chazal, tướng quân đội
- Ferdinand Foch, thống chế Pháp trong Chiến tranh thế giới thứ nhất
- Théophile Gautier, nhà thơ và nhà phê bình